# Sphinx canadensis
Sphinx canadensis is een vlinder uit de familie van de pijlstaarten (Sphingidae). De wetenschappelijke naam van de soort werd in 1875 gepubliceerd door Jean Baptiste Boisduval.

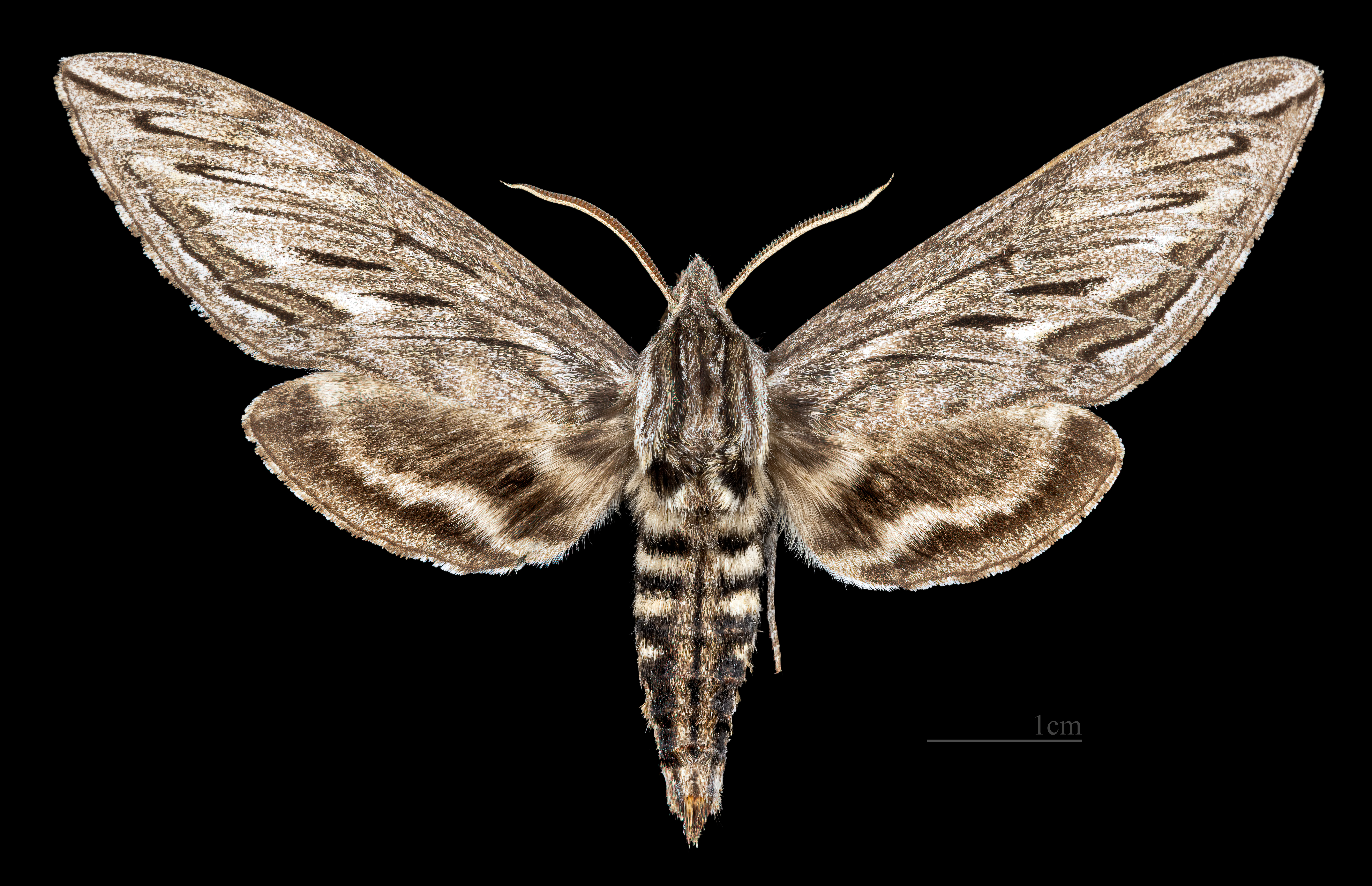
Sphinx canadensis ♂
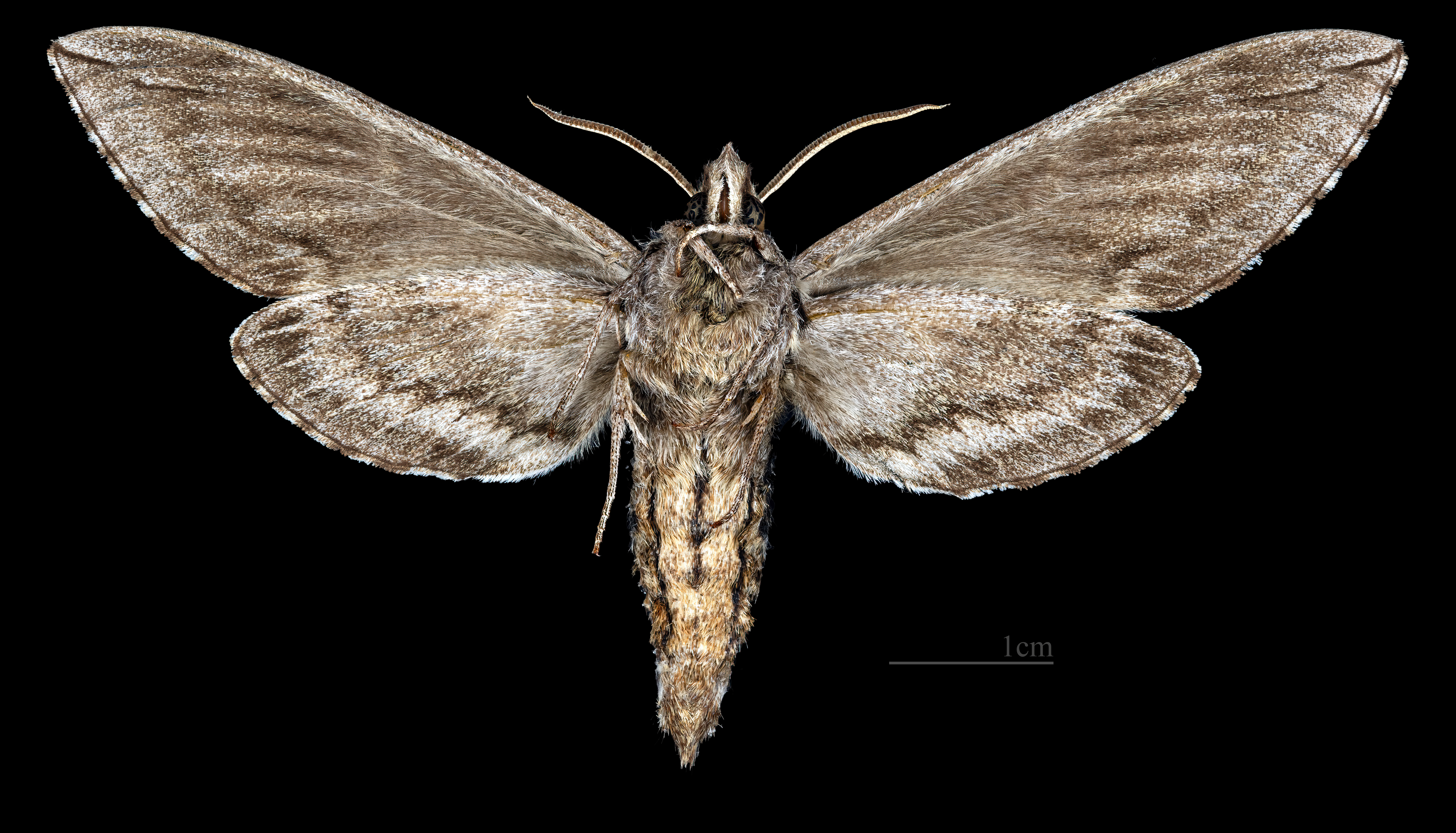
Sphinx canadensis ♂ △